# Hermann Gusztáv Mihály
Hermann Gusztáv Mihály (Bukarest, 1955. december 8. –) romániai magyar történész.

## Élete és munkássága
Székelyudvarhelyen nevelkedett, végezte elemi és középiskolai tanulmányait. A kolozsvári egyetemen szerzett történészoklevelet 1980-ban, majd ugyanott doktorált 2000-ben. Tanított a közoktatásban, majd művelődési intézmények munkatársaként dolgozott, illetve előadó volt a Sapientia Erdélyi Magyar Tudományegyetemen és a Babeș–Bolyai Tudományegyetemen. Kutatási területe a székelység újkori története.  Székelyudvarhelyen él.

## Publikációi
Mintegy hetven magyar, román, német és angol nyelven megjelent tanulmány, illetve tíz (magyar és román nyelvű) könyv szerzője.

## Elismerései
- Magyar Ezüst Érdemkereszt (2014)
- Hargita Megyéért Díj (2014)